# Scânteiești
Scânteiești est une commune du județ de Galați en Roumanie.